# 守山崩
守山崩(守山崩れ)是發生在天文4年（1535年）12月4日的早晨，三河国冈崎城主、松平家的七代當主松平清康，在尾张国春日井郡森山(现在的爱知县名古屋市守山区)的军营中，遭到家臣阿部弥七郎(阿部正豐)暗殺的事件。此事件也被称作森山崩，在《信长公记》中被称为守山，而在《三河物语》中，被记载为森山。
此事後松平家一直積弱，松平广忠继承家督后，将长男竹千代（即后来的德川家康）交给今川家做人质。直到後來今川義元在桶狹間之戰戰死，松平家第九代當主松平元康才可以脫離今川家獨立。森山（守山）在距清洲城约5千米的地方，是为了进攻清洲城支城·守山城(城主是织田信秀的弟弟、织田信光)而在此布阵。

## 动机

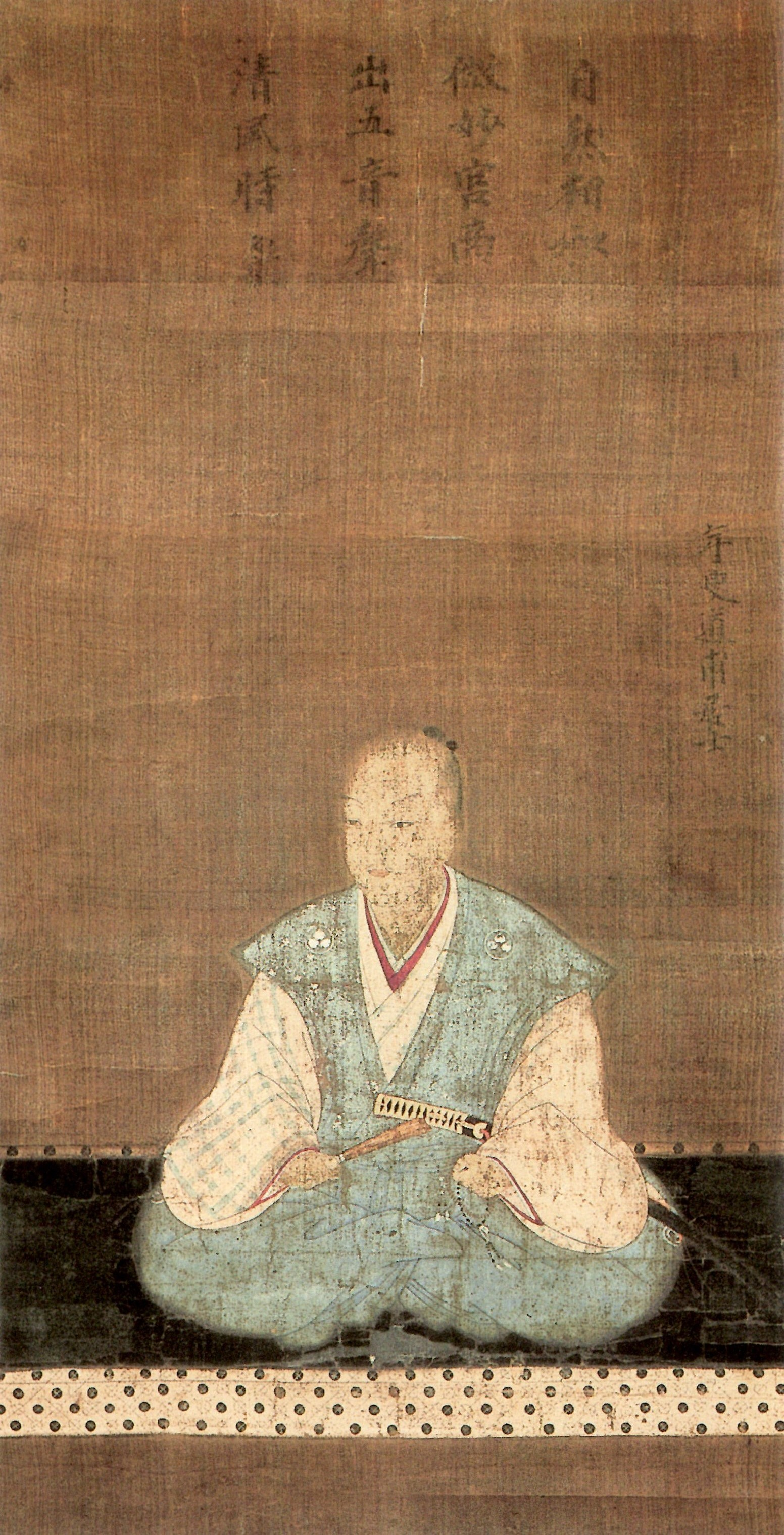
被暗杀的松平清康

向守山出阵的时刻，流传着清康的家臣的阿部定吉(大藏)与织田信秀私通图谋造反这样的传言。虽然清康好像并不相信，不过很多家臣的对定吉抱有猜忌。因为这个缘故，定吉叫来嫡子弥七郎正丰，亲手交给儿子宣誓书：“如果我由于造反的冤罪而被杀死，向主上呈上此书以证清白”。
在守山布阵的第二天12月5日黎明，在清康的本阵发出了马嘶叫的声音，使阿部正丰误以为父亲被杀，在松平清康背后将其杀死。阿部正丰当场被斩，但是其父定吉却被松平广忠所保，免去一死。（后来阿部氏的直系子孙当上了备后福山藩主和陆奥棚仓藩主。）
后来流言四起，说松平信定因为和织田信秀的姻亲關係所以此次没有出阵。后来，信定将清康的嫡子松平广忠驱逐出冈崎城，自称松平家统领，但是没有得到松平一族的支持。天文6年（1537年）6月，今川氏、吉良氏介入，信定退出冈崎城，到了樱井城。（后来樱井松平家的直系子孙当上了摄津尼崎藩主。）

## 影响
松平清康是从青年时代继承了家督十多年、统一三河的名将。清康死后，长男松平广忠继位。广忠在青年的时候是个较凡庸的人物，并不能抵抗尾张织田信秀不断进攻的威胁。三河松平氏开始没落下去了，于是尾张国的织田氏和骏河国·远江国的今川氏从中得利。松平清康平定的渥美郡的户田氏、宝饭郡的牧野氏开始有自立的倾向，其他三河豪族也开始背叛松平氏，自清康死后，三河松平氏的实力大大衰退了。

## 事件之谜
有关守山崩事件的谜团非常多。
首先是兇手正丰之父定吉，根据当时的常识，他应该会因为连坐而被处斩，或者受别的处罚。但是定吉并没有受到任何的处罚，而是作为广忠的家臣服侍主上，被任命统率三河众。一说，定吉为了对儿子的行为负责，打算自杀，广忠劝阻了他并留下作为家臣。
还有，犯人正丰立即被植村新六郎所斩。此人，在其后松平广忠被岩松八弥暗杀的时候，也立即斩了暗杀者。同一个人物在相继发生的两代主公的暗杀事件里都立刻杀死了犯人，这应该不能说是单纯的巧合了。

## 关联条目
影武者